# Jacques Nicolas Moynat d'Auxon
Jacques Nicolas Moynat d'Auxon, né le 22 juillet 1745 à Auxon (Aube), mort le 2 janvier 1815 à Dijon (Côte-d'Or), est un général de brigade de la Révolution française.

## États de service
Il entre en service le 25 mars 1751, comme lieutenant au bataillon des milices de Semur. En 1761, il sert en Allemagne, il devient lieutenant en second au régiment de grenadiers royaux de l'Artois le 5 janvier 1761, puis il passe en la même qualité au régiment de grenadiers royaux de Bourgogne le 4 août 1771. Le 25 avril 1772, il est exempt dans la maréchaussée de l'Île-de-France, et le 4 septembre 1775, il commande plusieurs brigades à Paris pour le service des chasses du roi. Il est fait chevalier de Saint-Louis le 30 janvier 1785.
En juillet 1789, il est volontaire dans la garde nationale parisienne, bataillon des Filles-Saint-Thomas, et le 21 juillet 1791, il entre au 1er bataillon de volontaires de Paris. Il est nommé capitaine le 1er janvier 1792, au 36e régiment d’infanterie, et il sert de 1792 à 1794 à l’armée du Rhin. 
Le 13 août 1793, il passe adjudant-général chef de bataillon, et il est promu général de brigade provisoire par le représentant en mission Lacoste le 17 avril 1794. Il est démis de ses fonctions par le représentant en mission Hentz le 8 juin 1794, mais le 9 septembre il est remis en activité et confirmé dans son grade de général par le Comité de salut public.
Le 13 juin 1795, il n’est pas inclus dans la réorganisation des états-majors. Le 29 août, il rejoint le commandement de la 5e division militaire à Rennes, puis le 12 décembre la 2e division de l’armée des côtes de Brest. Le 25 septembre 1796, il prend le commandement du département du Var, et il est réformé le 15 juillet 1797. Il est admis à la retraite le 11 février 1800.
Il est chevalier de la Légion d'honneur.
Il meurt le 2 janvier 1815, à Dijon.

## Sources
- (en) « Generals Who Served in the French Army during the Period 1789 - 1814: Eberle to Exelmans »
- (pl) « Napoléon.org.pl »
- Baptiste-Pierre Courcelles, Dictionnaire historique et biographique des généraux français : depuis le onzième siècle jusqu'en 1822, Tome 8, l’Auteur, 1823, 459 p. (lire en ligne), p. 75.
- Georges Six, Dictionnaire biographique des généraux & amiraux français de la Révolution et de l'Empire (1792-1814), Paris : Librairie G. Saffroy, 1934, 2 vol., p. 240